# I. e. 68
Évszázadok: i. e. 2. század – i. e. 1. század – 1. század
Évtizedek: i. e. 110-es évek – i. e. 100-as évek – i. e. 90-es évek – i. e. 80-as évek – i. e. 70-es évek – i. e. 60-as évek – i. e. 50-es évek – i. e. 40-es évek – i. e. 30-as évek – i. e. 20-as évek – i. e. 10-es évek
Évek: i. e. 73 – i. e. 72 – i. e. 71 – i. e. 70 –  i. e. 69 – i. e. 68 – i. e. 67 – i. e. 66 – i. e. 65 – i. e. 64 – i. e. 63

## Események

### Róma
- Lucius Caecilius Metellust és Quintus Marcius Rexet választják consulnak. Metellus hamarosan meghal és a helyére választott Servilius Vatia is meghal még a beiktatása előtt, így Marcius Rex egyedül tölti be hivatalát.
- Míg Quintus Caecilius Metellus sorra foglalja el a kilikiai kalózok egyik bázisaként szolgáló Kréta városait, a kalózok kifosztják és felgyújtják Róma kikötőjét, Ostiát és elsüllyesztik a consuli flottát.
- Az év végén Marcius Rexet három légióval Kilikiába küldik, de a tényleges hadműveletek előtt a következő év elején Pompeiust bízzák meg a kalózkodás felszámolásával.
- Lucullus folytatja örményországi hadjáratát és a királyság régi fővárosának, Artaxatának megostromlásával újabb csatára provokálja és ismét legyőzi II. Tigranészt. Az örmények gerillataktikát használnak ellene, állandóan zaklatják a korán jött téli hidegtől kimerült és megtizedelt rómaiakat. A sereg végül lázongani kezd és Lucullus visszavonul Mezopotámiába, ahol ostrom alá veszi Niszibiszt.

## Születések
- IV. Arszinoé, egyiptomi királynő

## Halálozások
- Lucius Caecilius Metellus római consul

## Fordítás
- Ez a szócikk részben vagy egészben  a(z)   68 av. J.-C. című francia Wikipédia-szócikk ezen változatának fordításán alapul.  Az eredeti cikk szerkesztőit annak laptörténete sorolja fel. Ez a jelzés csupán a megfogalmazás eredetét és a szerzői jogokat jelzi, nem szolgál a cikkben szereplő információk forrásmegjelöléseként.